# Schafsbrief

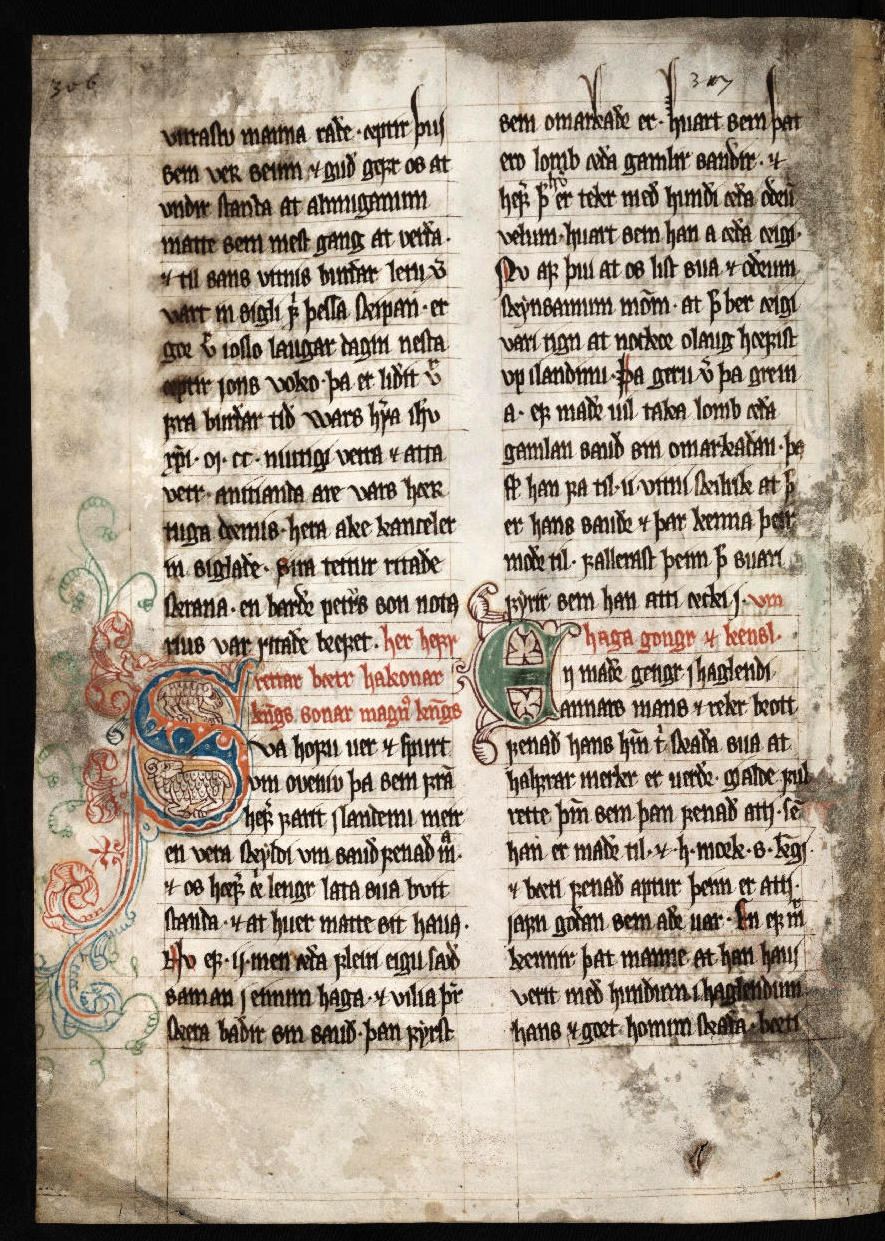
S. 132 im Lundarbók: Anfang des Schafsbriefs

Der Schafsbrief (färöisch Seyðabrævið) ist das älteste erhaltene und wichtigste mittelalterliche Dokument der Färöer.
Der Schafsbrief stammt vom 24. Juni 1298 und stellte eine Ergänzung des norwegischen „Grundgesetzes“ jener Zeit dar. Darin sind landwirtschaftliche Regelungen für die Färöer, die „Schafsinseln“, niedergelegt. Es existieren heute noch zwei Abschriften aus jener Zeit: eine im Färöischen Nationalarchiv in Tórshavn und die andere in der Bibliothek der Universität Lund (Schweden).
Neben einem Spiegel der damaligen färöischen Gesellschaft ist der Schafsbrief eine wichtige Quelle zum Geldwesen der Färöer im Mittelalter. Viele Regelungen des Schafsbriefs erwiesen sich als sehr passend und daher dauerhaft. Sie blieben über Jahrhunderte bis in die Neuzeit in Kraft.

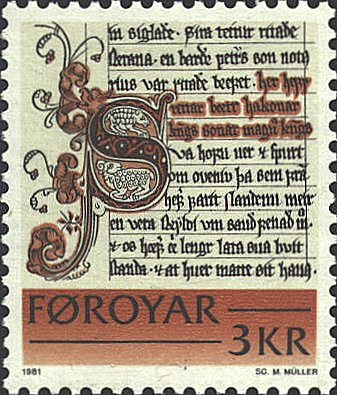
Der Schafsbrief auf einer Briefmarke von 1981: Die einleitenden Worte im wertvollen Lundarbók

Ein anderes Dokument aus jener Zeit ist die Färingersaga, die aber in Island entstand und ein Prosawerk ist, das sich rückblickend mit den Helden der Wikingerzeit auf den Färöern beschäftigt. Der Schafsbrief wurde hingegen sehr wahrscheinlich auf den Färöern geschrieben und widmet sich dem damaligen Alltag.

## Vorgeschichte

### Forn Landslóg

Wappen der Färöer: Der Widder

Für die politischen Rahmenbedingungen sorgte nach den Berichten der Färingersaga die Gesetzessammlung Forn Landslóg. Eine gewisse Ähnlichkeit dieses altertümlichen Grundgesetzes mit dem norwegischen Gulatingslóg darf vermutet werden, auch wenn die Bindungen an das Mutterland Norwegen in jener Zeit recht locker waren.
Es ist nicht genau bekannt, wie die Färöer in den ersten Jahrhunderten nach der Landnahme regiert wurden. Da die Färingersaga berichtet, dass auf der Tórshavner Halbinsel Tinganes sich der Sitz des Althing befand, kann von einem republikanischen System ausgegangen werden. Das heutige Løgting befindet sich ebenfalls auf Tinganes und gehört zu den ältesten Parlamenten der Welt.

### Rechtsreform: Einführung des Landslóg
Das sogenannte Rættarbót (Gesetzesreform) wurde 1271 vom norwegischen König Magnus Hákunnarson (auch Magnus Lógbøti  der Gesetzesreformer, genannt) für die Färöer erlassen. Es wird dort gesagt, dass die Gesetze im Rahmen des Gulating auch auf den Färöern gelten sollen, außer in der Landwirtschaft, in der es eigene Gesetze gab. Allerdings ist nicht klar, auf welche „eigenen“ Gesetze sich der König bezog. Es könnte sein, dass das „ältere Gulatingslóg“, das bis 1267 in Kraft war, oder aber das „jüngere Gulatingslóg“ (1267–1274) gemeint ist. Die Färöer könnten zur gleichen Zeit, in der die Gulating-Gesetze galten, auch eigene Landwirtschaftsgesetze gehabt haben.
König Magnus erließ also das neue Grundgesetz, das Landslóg, das 1274 im Rahmen des Gulatings in Kraft trat, und in Norwegen und auf den Färöern bis 1604 galt, bis es der dänische König Christian IV. überarbeitete, ins Dänische übersetzt und dann Norske Lov (Norwegisches Gesetz) nannte. Dieses galt bis 1688, als Christian V. ein neues Norske Lov erließ, das für die Färöer relevant war.

## Seyðabrævið (Der Schafsbrief)

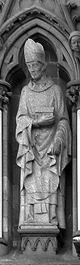
Statue von Erlendur in der Westfassade des Nidarosdoms. Er wird in der Einleitung des Schafsbriefs als wichtiger Ratgeber genannt.

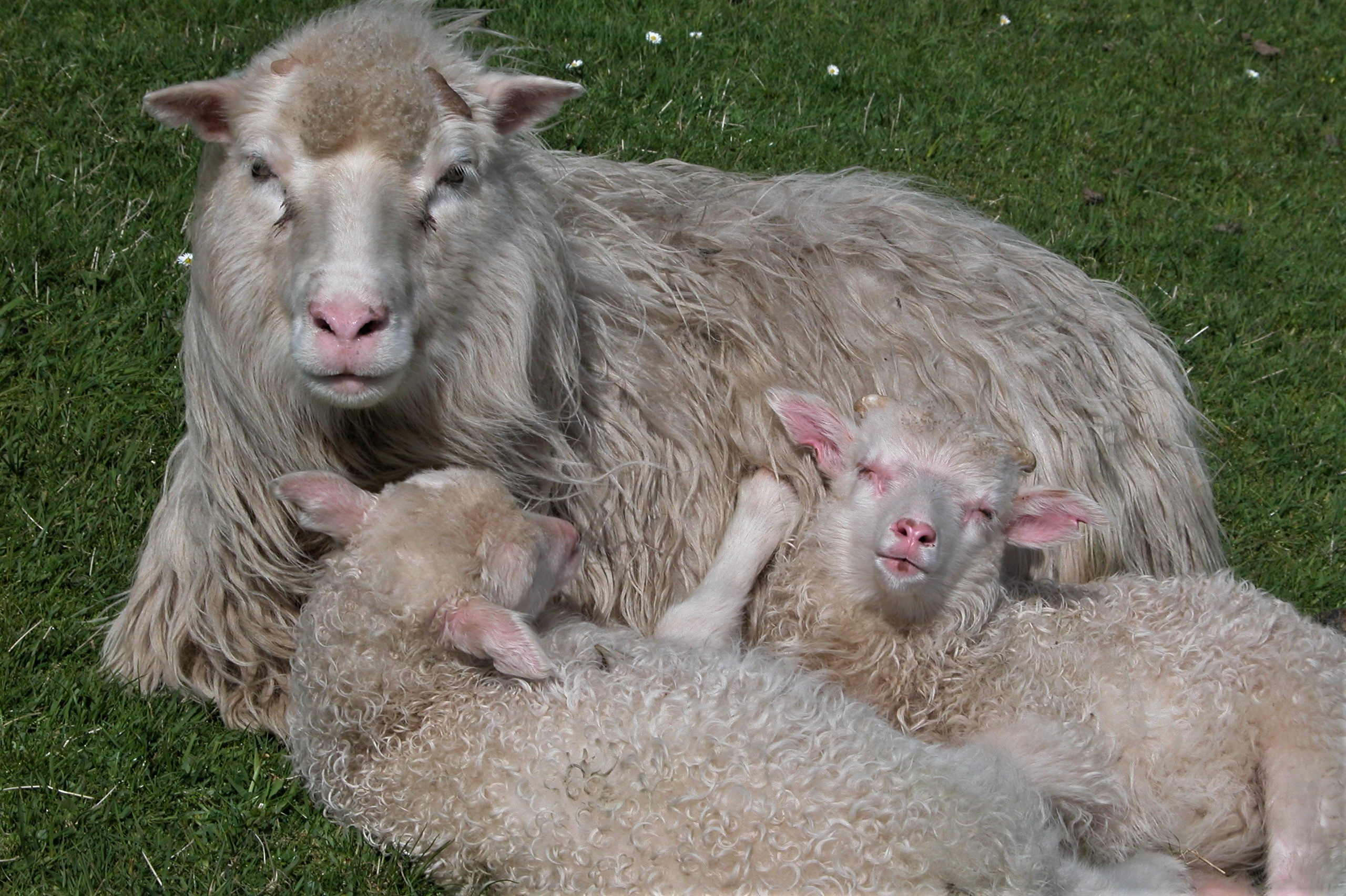
Seyða ull er Føroya gull („Die Wolle der Schafe ist das Gold der Färöer“):
Dieses Sprichwort galt damals wörtlich, denn Wollprodukte waren die Haupteinnahmequelle. Heute ist es die Fischerei, doch die Schafe dominieren nach wie vor das Bild des Landes.

Nicht alle Teile des Landslóg passten auf die färöischen Verhältnisse, insbesondere nicht der Teil über die Landwirtschaft. Das Landslóg war auf Norwegen zugeschnitten, und die dortigen Bedingungen waren andere als auf den Färöern. Die Färinger wandten sich an Herzog Hákun Magnusson und baten ihn, sich der besonderen Umstände auf den Färöern anzunehmen. Hákun Magnusson war der Sohn von Magnus dem Gesetzesreformer und regierte seit 1284 in dem Herzogtum, das Ostland, Agder, Rogaland, die Shetlandinseln und Färöer umfasste.
Herzog Hákun seinerseits wandte sich an Sjúrður, den Løgmaður von Shetland, und Bischof Erlendur (er war färöischer Bischof ab 1268 und starb 1308). Diese beiden fertigten „im Interesse der einfachen Bauern“ eine Stellungnahme an, auf deren Grundlage der Herzog seinen Erweiterungstext verfasste. Im Wesentlichen waren Bischof Erlend und der Løgmaður Sjúrður an der Anfertigung des Schafsbriefes beteiligt und stützten sich dabei auf ältere, lokale Rechtsüberlieferungen. Erlend soll ihn in der Loftstovan des heute noch erhaltenen Wikingerhofs von Kirkjubøur (Kirkjubøargarður) verfasst haben, der gleichzeitig der Sitz des Bistums Färöer war. Heute befindet sich in diesem Raum eine kleine Bibliothek.
Der Schafsbrief, der 1298 „in Kraft trat“, ist damit die färöische Erweiterung des Landslóg, die speziell färöische landwirtschaftliche Fragen wie die Regelung des Umgangs mit dem Heideland, Bestimmungen über die Schafhaltung und Schlichtungsordnungen für Streitigkeiten unter den Hirten enthielt. Darüber hinaus regelte der Schafsbrief auch den Grindwalfang, den Umgang mit entlaufenen Landarbeitern und so weiter.

### Inhaltsübersicht
Nach dem (ausführlicheren) Lundarbók hat der Schafsbrief 16 Artikel.
1. Verpflichtung zum Nachweis des Eigentums an einem zur Schlachtung vorgesehenen Schaf
2. Über das Betreten einer fremden Weide
3. Wenn Schafe auf eine fremde Weide laufen
4. Über das Zähmen wilder Schafe
5. Über das Markieren von Schafen. Klarstellung, dass eine nachträgliche Zweitmarkierung Diebstahl ist
6. Über bissige Schäferhunde, Haftpflicht und Anzahl der Schafe auf einer Weide
7. Über Fristen im Mahnverfahren. Stichtage sind die Fastenzeit, Ólavsøka (29. Juli) und Andreasnacht (30. November)
8. Über die Pflicht, das Betreten fremden Landes anzumelden
9. Über das Zähmen wilder Schafe – 2. Teil
10. Über das Verpachten von Land
11. Über ungebetene Gäste und Armenrecht
12. Über Zeugen
13. Über Bewirtungskosten
14. Niederlassungsrecht
15. Über die Verteilung von Walfleisch
16. Über Treibgut

Eine überarbeitete Version des Schafsbriefs wurde am 24. Februar 1637 von Christian IV. in dänischer Übersetzung erlassen. Die Einleitung wurde von Herzog Hákun übernommen und somit das alte Gesetz bekräftigt. Alle Artikel, die nichts mit Schafhaltung zu tun hatten, wurden jedoch aus dem Text gestrichen. Diese Fassung hatte somit nur noch neun Artikel, die weitgehend mit denen der Urfassung identisch sind:
1. Über das Markieren von Schafen
2. Über das Betreten einer fremden Weide
3. Wenn Schafe auf eine fremde Weide laufen
4. Über das Zähmen wilder Schafe
5. Über die Pflicht, das Betreten fremden Landes anzumelden
6. Über bissige Schäferhunde, Haftpflicht und Anzahl der Schafe auf einer Weide
7. Über Fristen im Mahnverfahren. Stichtage sind die Fastenzeit, Ólavsøka (29. Juli) und Andreasnacht (30. November)
8. Über die Pflicht, das Betreten fremden Landes anzumelden – 2. Teil
9. Über das Zähmen wilder Schafe – 2. Teil

Diese Version des Schafsbriefs wurde in deutscher Sprache erstmals 1757 veröffentlicht, als Lucas Debes’ Buch Die Natürliche und Politische Historie der Inseln Färöe erschien. In der Neuausgabe von 2005 ist er unverändert dokumentiert und mit Kommentaren versehen.
1698 wurde eine weiter veränderte Version verabschiedet. Sie galt bis 1866, als das neue Hagalóg (Heidegesetz) in Kraft trat, das seinerseits 1937 durch das Gesetz zur Bewirtschaftung der Weiden abgelöst wurde, welches zuletzt 1990 geändert wurde.

### Spiegel der mittelalterlichen Gesellschaft
Der Schafsbrief bietet einen Einblick in die mittelalterliche Gesellschaft der Färöer. An der Spitze der Gesellschaft standen die landdrottar, die Grundbesitzer (Großbauern). Sie konnten Teile ihres Landes an die leigulendingar, die Pächter, vergeben. Die Pächter mussten anschließend einen bestimmten Anteil ihres Einkommens, landskyld, an die Grundbesitzer abtreten. Wenn ein Pächter die landskyld nicht aufbringen konnte, konnte der Grundbesitzer dessen gesamte Ernte beschlagnahmen.
Es gab darüber hinaus eine Klasse von Besitzlosen. Hierunter fanden sich Landarbeiter, Dienstmädchen und Bettler. Es war verboten, ein Haus zu bauen, wenn man nicht mindestens so viel Land hatte, um darauf drei Kühe zu halten. Es war ebenfalls verboten, jemandem weniger Land zu geben, wenn er von diesem Land leben musste. Gemäß dem Schafsbrief durften nur diejenigen Männer ein Haus bauen, die für sich und ihre Familie selber sorgen konnten.
Der Schafsbrief spiegelt eine Gesellschaft wider, die von großer sozialer Ungleichheit und Problemen geprägt war. Die Notwendigkeit, Gesetze zu schaffen, die die unteren Klassen kontrollieren und die Rechte der Reichen schützen, ist ein Indikator dafür, dass die Bevölkerung um 1300 über das Maß hinausgewachsen war, das eine Agrargesellschaft tragen konnte. Es gibt Anzeichen für Aufstände und Unruhen in dieser Periode, insbesondere gegen die Kirche, die große – auch weltliche – Macht innehatte. Dieser Unfriede scheint der Grund für Bischof Erlends Rückzug aus der färöischen Diözese gewesen zu sein.

### Anhang zum Schafsbrief: Hundabrævið (Der Hundebrief)
Ein anderer Anhang ist der sogenannte Hundabrævið, ein zwischen 1350 und 1400 niedergeschriebenes Gesetz des Løgtings, das die Regeln festlegte, wie viele Hunde in den Dörfern erlaubt waren.
Nicht jeder Einwohner durfte einen Hund haben. Nur zum Hüten von Schafen und Rindern durfte ein Hund gehalten werden. Der Hundebrief gab den Leuten das Recht, einen Hund zu avsiga. Dies bedeutet, dass der Besitzer seinen Hund töten sollte, wenn dieser als Gefahr für Menschen und Vieh angesehen wurde. Dieses spezielle Gesetz gilt bis heute.
Die Textzeilen des Hundebriefes wurden im Kongsbókin unterhalb der eigentlichen Gesetzestexte geschrieben und sind nur schwer lesbar. Der Hundebrief ist geschichtlich unter anderem deshalb bedeutsam, weil von den insgesamt 40 Dörfern, die namentlich genannt werden, viele zum ersten Mal in einer schriftlichen Quelle erscheinen.

## Die Handschriften
Der Seyðabrævið ist in zwei Handschriften aus dem Mittelalter erhalten und in drei Handschriften, die nach der Reformation angefertigt wurden. Am Arnamagnæanske Institut in Kopenhagen liegen diese drei neueren Versionen des Schafsbriefs in dänischer Sprache vor. Von besonders hohem Wert für die altfäröische Sprachwissenschaft sind dabei die folgenden beiden Unikate:

### Kongsbókin (Das Königsbuch)
Das erste (erhaltene) mittelalterliche Manuskript auf den Färöern ist das so genannte Kongsbók, eine Gesetzessammlung mit dem Gulatingslóg (Landslóg), dem Schafsbrief und einigen weiteren Bestimmungen, wie dem Hundebrief, Regelungen über die Bezahlung der Løgrættumenn (Løgtingsmänner) etc.
Das Kongsbókin ist ein Pergamentbuch, das 1298 von einem Priester namens Teitur angefertigt wurde, und war das Gesetzbuch der Färöer für ungefähr 300 Jahre. Der letzte bekannte Besitzer war ein Bauer aus Kirkjubøur namens Pætur Jákupsson, der Løgmaður von 1588 bis 1601 war. Das Buch gelangte nach dem Tod des Løgmaður nach Bergen in Norwegen und von dort um 1680 nach Stockholm, wo es letztlich in der Sammlung der Königlichen Bibliothek endete und deshalb auch als Stockholmhandschrift bezeichnet wurde.
1989 entschied das schwedische Parlament, das Buch den Färöern zurückzugeben, als ein Geschenk des schwedischen Volkes. Das Färöische Nationalarchiv zu Tórshavn führt das Dokument unter der Signatur Sth. perg. 33, 4°.

### Lundarbókin (Das Buch von Lund)
Das zweite mittelalterliche Buch, das den Schafsbrief enthält, gelangte ebenfalls nach Schweden. Es ist etwas später geschrieben worden, vermutlich 1310. Ein Exlibris zeigt, dass es einst im Besitz des Franziskanerklosters in Stockholm war. Im späten 18. Jahrhundert befand es sich im Besitz eines Historikers in der Stadt Lund und wurde anschließend in der Universitätsbibliothek Lund aufbewahrt (Perg. Hist. Lit. 12, fol.).
Das Lundarbók ist ein aufwendiges Manuskript mit 282 Seiten in kalligraphischer Schrift mit reich verzierten Initialen. Das Motiv der obigen Briefmarke ist der Anfangsbuchstabe S mit zwei Widderköpfen in den Bögen, womit sowohl der Inhalt des Dokuments angedeutet wird als auch die Färöer repräsentiert werden, denn das Wappentier der Färöer ist der Widder.
Neben dem sechsseitigen Schafsbrief enthält das Lundarbók auch das Gulatings-Gesetz mit seinen Anhängen.
Der Schafsbrief im Lundarbók erscheint vollständiger als die Kongabók-Version, da Abschnitte verschoben sind, der gesamte Text feiner gegliedert ist und er im Vergleich zum Kongsbók größere Ähnlichkeiten zur färöischen Sprache aufweisen soll, so dass Linguisten der Meinung sind, es sei von einem Färinger niedergeschrieben worden.
In der Universitätsbibliothek zu Lund ist es gleichzeitig das einzige Manuskript in Altnordisch und trägt den Namen Codex Reenhielmianus.

## Die Sprache

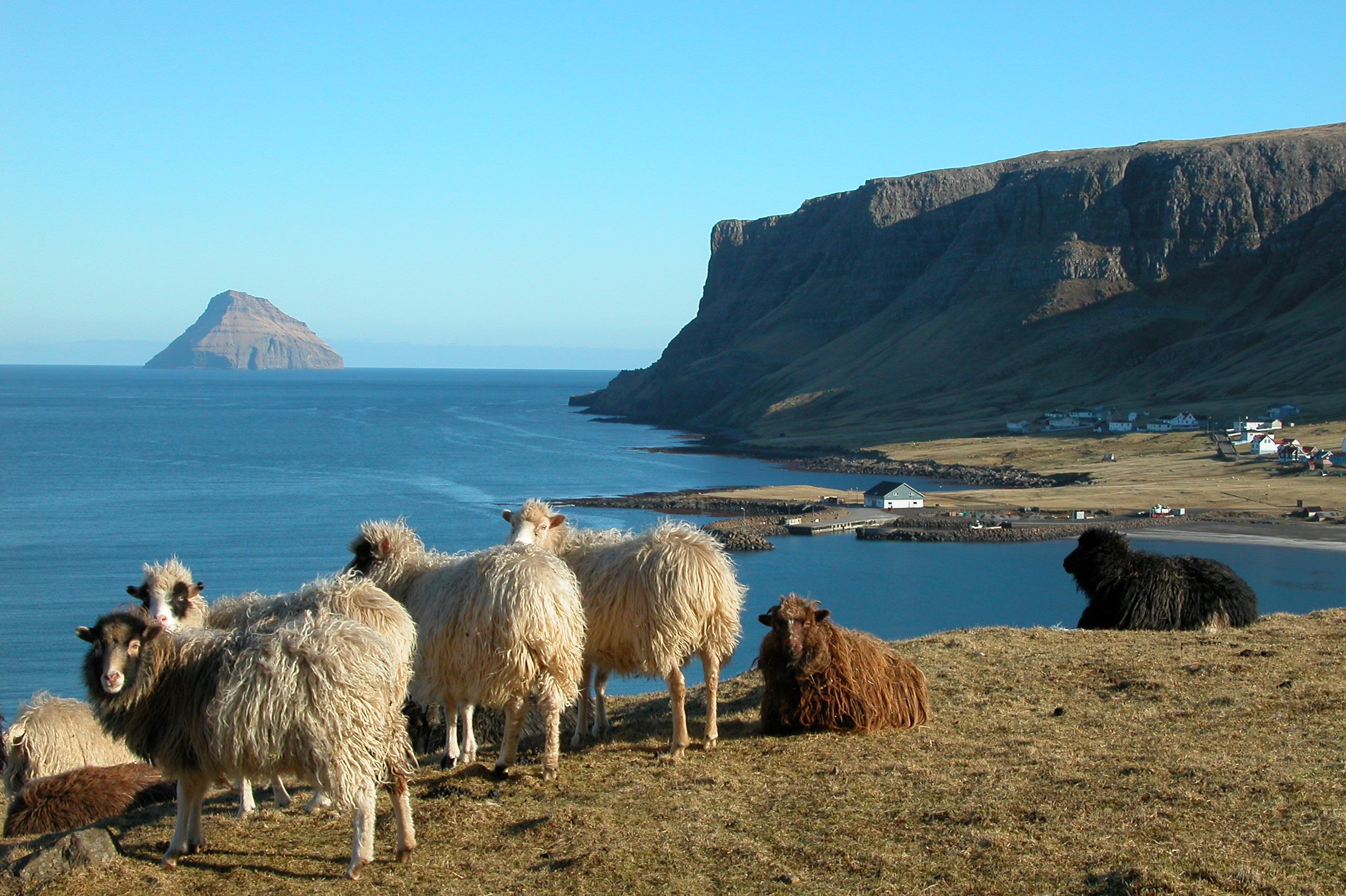
Das Schaf heißt auf den Färöern seyður und läuft überall herum.

seyður[-in] heißt „Schaf“, seyða ist der unbestimmte Genitiv Plural. bræv[-ið] heißt, der lateinischen Herkunft (breve ‚Brief‘, ‚Urkunde‘) entsprechend, ‚Brief‘, aber auch ‚Dokument‘.
Die Sprache des Schafsbriefs ist Altnordisch. Diese Sprache wurde zwar damals in Norwegen und Island gesprochen, allerdings existieren bestimmte färöische Eigenheiten, was auf eine Fortentwicklung des Altfäröischen hinweist. Am Anfang des 15. Jahrhunderts sind bereits weitere Eigenheiten erkennbar, was auf eine Entwicklung des Färöischen zu einer eigenständigen westnordischen Sprache hindeutet.

### Zwei Textproben
Die Einführung in den roten Lettern des Lundarbók (siehe abgebildete Briefmarke oben) lautet im altnordischen/altfäröischen Original:
her hefr rettar bætur hakonar konungs sonar magnusar konungs
Deutsch: 
„Hier sind die Gesetzesänderungen von König Håkon, Sohn des Königs Magnus“
Die Regelung für weggelaufene Schafe lautet so (in der Kongabóks-Version):
Nu liggia haglendi saman utan garðs oc æigv .ij. menn huarr sinn haga oc gengr saudr or annars haga oc i hins þa taci sa sauð sinn allan ac beri i sin haga
Wortwörtlich: 
„Nun liegt Heideland gemeinsames außerhalb Gartens, und eignen zwei Männer jeder seine Heide, und gehen Schafe aus anderen Heide in jene, dann soll nehmen jener Schafe seine alle und tragen in seine Heide.“
Mit anderen Worten: Wenn zwei Weiden, die zwei verschiedenen Männern gehören, außerhalb der (eingezäunten) Inmark (im nicht kultivierten Weideland) nebeneinanderliegen und Schafe von der einen Weide zur anderen laufen (und dort dauerhaft grasen), dann soll der Besitzer die Schafe auf seine Weide zurückbringen.
Der Begriff hagi (Heide, Außenmark) steht für „Weideland“, weswegen der heutige Nachfolger des Schafsbriefs Hagalóg heißt (siehe oben).